# Юель Кіннаман
Юель Кіннаман (англ. Joel Kinnaman; нар. 25 листопада 1979, Стокгольм, Швеція) — шведсько-американський актор.

## Біографія
Народився 25 листопада 1979 та виріс у Стокгольмі, Швеція.
Його мати лікар-терапевт, батько походить із США, він іммігрував до Швеції під час Війни у В'єтнамі. Юель має єврейське коріння по-матері: його пращури були євреями, які переїхали у Швецію з України у 1890. Брав участь у програмі обміну студентів, проживши рік у Техасі. Освіту здобув у престижному навчальному закладі Швеції.

## Кар'єра
Початок акторської кар'єри відбувся у Швеції. Після ролі в драматичному трилері «Невидимий» актора почали запрошувати інші шведські кіностудії. Найбільш яскравими проєктами стали роботи у кіноепопеї «Арн: Королівство в кінці шляху» та сиквелі «Арн: Об'єднане королівство», серії кримінальних бойовиків «Юхан Фальк», драмі «У твоїх венах», у всіх частинах бойовика «Шалені гроші». Після успіху у своїй країні Кіннаман найняв агента, який представляв інтереси Джонні Деппа. У 2011 виконав одну із головних ролей в американсько-російському бойовику «Фантом» та роль другого плану у детективному трилері «Дівчина з тату дракона» того ж року.
У 2012 знімався разом з Дензелом Вашингтоном у бойовику «Код доступу „Кейптаун“». У романтичній комедії «Лола проти» Юель виконав роль Люка. У американському фантастичному бойовику 2014 «Робокоп» у Кіннаманна була головна роль поліцейського Алекса Мерфі, після смерті якого перетворили у кіборга. Наступного року вийшло три стрічки за участю актора: «Лицар кубків», «Всю ніч у бігах», «Номер 44». Протягом чотирьох сезонів виконував роль напарника Сари (Мірей Інос) в американському серіалі «Убивство».
У 2016 приєднався до акторського складу серіалу «Картковий будинок», а також виконав ролі Ріка Флега у фільмі «Загін самогубців» і Елліота Бейкера в драмі «Віддалена місцевість».
У 2018 році зіграв Такеші Ковача у головній ролі серіалу «Видозмінений вуглець» для Netflix. 8 лютого 2018 року стало відомо, що актор приєднався до акторського складу телесеріалу «Ганна» — адаптація однойменного бойовика 2011 року. У серпні 2018 року він отримав роль Едварда Болдвіна в серіалі Дональда Д. Мура.
У травні 2019 року стало відомо, що актор отримав роль у кримінальній драмі «3 секунди».

## Особисте життя
У 2011 познайомився з Олівією Манн, у травні 2012 вони почали зустрічатися. Дворічні стосунки припинились у 2014. Того ж року почав зустрічатися з майстром тату Клео Воттенстром. У квітні 2016 Юель зізнався, що вони побралися. Пара розійшлася у 2018 році. На початку 2019 року стало відомо, що актор почав зустрічатися зі шведсько-австралійською моделлю Келлі Гейл, та одружилися 3 вересня 2024 році у Неваді на фестивалі Birning Man.

## Фільмографія

### Фільми
| Рік  | Назва                               | Оригінальна назва                           | Роль               | Примітки |
| ---- | ----------------------------------- | ------------------------------------------- | ------------------ | -------- |
| 2002 | «Невидимий»                         | Den osynlige                                | Кайл               |          |
| 2003 | «Інший шлях»                        | Hannah med H                                | Андреас            |          |
| 2005 | «Шторм»                             | Storm                                       | бармен             |          |
| 2005 | «Віват, король»                     | Tjenare kungen                              | Дікан              |          |
| 2007 | «Арн: Королівство в кінці шляху»    | Arn — Tempelriddaren                        | Сверкер Карлссон   |          |
| 2008 | «Арн: Об'єднане королівство»        | Arn — Riket vid vägens slut                 | Сверкер Карлссон   |          |
| 2009 | «Юхан Фальк»                        | Johan Falk — Gruppen för särskilda insatser | Франк Вагнер       |          |
| 2009 | «Юхан Фальк 2»                      | Johan Falk: Vapenbröder                     | Франк Вагнер       | відео    |
| 2009 | «Юхан Фальк 3»                      | Johan Falk: National Target                 | Франк Вагнер       | відео    |
| 2009 | «Юхан Фальк 4»                      | Johan Falk: Leo Gaut                        | Франк Вагнер       | відео    |
| 2009 | «Сімон і Малу»                      | Simon & Malou                               | Стефан             |          |
| 2009 | «Юхан Фальк 5»                      | Johan Falk: Operation Näktergal             | Франк Вагнер       | відео    |
| 2009 | «Юхан Фальк: Поза законом»          | Johan Falk: De fredlösa                     | Франк Вагнер       | відео    |
| 2009 | «У твоїх венах»                     | I skuggan av värmen                         | Ерік               |          |
| 2010 | «Шалені гроші»                      | Snabba cash                                 | Йохан Вестлунд     |          |
| 2011 | «Дівчина з тату дракона»            | The Girl with the Dragon Tattoo             | Крістер Мальм      |          |
| 2011 | «Фантом»                            | The Darkest Hour                            | Скайлер            |          |
| 2012 | «Код доступу „Кейптаун“»            | Safe House                                  | Келлер             |          |
| 2012 | «Лола проти»                        | Lola Versus                                 | Люк                |          |
| 2012 | «Шалені гроші: Стокгольмський нуар» | Snabba Cash II                              | Йохан Вестлунд     |          |
| 2012 | «Юхан Фальк 7»                      | Johan Falk — Spelets regler                 | Франк Вагнер       | відео    |
| 2012 | «Юхан Фальк 8»                      | Johan Falk — De 107 patrioterna             | Франк Вагнер       | відео    |
| 2012 | «Юхан Фальк: Організація Караян»    | Johan Falk — Organizatsija Karayan          | Франк Вагнер       | відео    |
| 2012 | «Юхан Фальк 11»                     | Johan Falk — Barninfiltratören              | Франк Вагнер       | відео    |
| 2012 | «Юхан Фальк 12»                     | Johan Falk — Kodnamn Lisa                   | Франк Вагнер       |          |
| 2013 | «Шалені гроші: Розкішне життя»      | Snabba Cash: Livet Deluxe                   | Юган Вестлунд      |          |
| 2014 | «Робокоп»                           | RoboCop                                     | Алекс Мерфі        |          |
| 2015 | «Лицар кубків»                      | Knight of Cups                              | Еррол              |          |
| 2015 | «Всю ніч у бігах»                   | Run All Night                               | Майк Конлон        |          |
| 2015 | «Номер 44»                          | Child 44                                    | Василій Нікітін    |          |
| 2016 | «Загін самогубців»                  | Suicide Squad                               | Рік Флег           |          |
| 2016 | «Віддалена місцевість»              | Edge of Winter                              | Елліот Бейкер      |          |
| 2019 | «3 секунди»                         | The Informer                                | Піт Кослоу         |          |
| 2021 | «Загін самогубців 2»                | The Suicide Squad                           | Рік Флег           |          |
| 2023 | «Гра з дияволом»                    | Sympathy for the Devil                      | Водій              |          |
| 2023 | «Тиха ніч»                          | Silent Night                                | Брайан Ґодлок      |          |
| 2024 | «Тиша»                              | The Silent Hour                             | Детектив Френк Шоу |          |

### Серіали
| Рік       | Назва                   | Оригінальна назва | Роль           | Примітки    |
| --------- | ----------------------- | ----------------- | -------------- | ----------- |
| 1990-1991 |                         | Storstad          | Фелікс         | 22 епізоди  |
| 2006      |                         | Vinnarskallar     | Гурра          |             |
| 2008      | «Другий напрямок»       | Andra Avenyn      | Густав         | 2 епізоди   |
| 2009      | «183 дні»               | 183 dagar         | Байрон         | 3 епізоди   |
| 2011-2014 | «Убивство»              | The Killing       | Стівен Голдер  | 44 епізоди  |
| 2016-2017 | «Картковий будинок»     | House of Cards    | Вілл Конвей    | 15 епізодів |
| 2018-2020 | «Видозмінений вуглець»  | Altered Carbon    | Такеші Ковач   | 11 епізодів |
| 2019-2021 | «Ганна»                 | Hanna             | Ерік Геллер    | 12 епізодів |
| 2019-     | «Заради всього людства» | For All Mankind   | Едвард Болдвін | 20 епізодів |
| 2021      |                         | In Treatment      | Адам           | 8 епізодів  |